# Collegio di Stratford and Bow
Stratford and Bow è un collegio elettorale inglese situato nella Grande Londra, e rappresentato alla Camera dei Comuni del Parlamento del Regno Unito. Elegge un membro del Parlamento con il sistema first-past-the-post, ossia maggioritario a turno unico; l'attuale parlamentare è Uma Kumaran del Partito Laburista, che rappresenta il collegio dal 2024.

## Estensione
Il collegio è costituito dai seguenti ward:
- nel borgo londinese di Newham: Forest Gate North; Forest Gate South; Green Street West (nearly all); Maryland; Stratford e Stratford Olympic Park;
- nel borgo londinese di Tower Hamlets: Bow East; Bow West e Bromley North.[1]

## Membri del Parlamento
| Elezione | Elezione | Deputato    | Partito   |
| -------- | -------- | ----------- | --------- |
|          | 2024     | Uma Kumaran | Laburista |

## Elezioni

### Elezioni negli anni 2020
| Partito                    | Partito                                      | Candidato                  | Risultati 4 luglio 2024 | Risultati 4 luglio 2024 |
| Partito                    | Partito                                      | Candidato                  | Voti                    | %                       |
| -------------------------- | -------------------------------------------- | -------------------------- | ----------------------- | ----------------------- |
|                            | Laburista                                    | Uma Kumaran                | 19 145                  | 44,08                   |
|                            | Verdi                                        | Joe Hudson-Small           | 7 511                   | 17,29                   |
|                            | Workers                                      | Halima Khan                | 3 274                   | 7,54                    |
|                            | Conservatore                                 | Kane Blackwell             | 3 114                   | 7,17                    |
|                            | Indipendente                                 | Nizam Ali                  | 2 380                   | 5,48                    |
|                            | Reform UK                                    | Jeff Evans                 | 2 093                   | 4,82                    |
|                            | Lib Dem                                      | Janey Little               | 1 926                   | 4,43                    |
|                            | Indipendente                                 | Omar Faruk                 | 1 826                   | 4,20                    |
|                            | Indipendente                                 | Fiona Lali                 | 1 791                   | 4,12                    |
|                            | Indipendente                                 | Steve Hedley               | 375                     | 0,86                    |
|                            |                                              |                            |                         |                         |
| Iscritti                   | Iscritti                                     | Iscritti                   | 80 560                  | 100,00                  |
| ↳ Votanti (% su iscritti)  | ↳ Votanti (% su iscritti)                    | ↳ Votanti (% su iscritti)  | 43 435                  | 53,92                   |
| ↳ Astenuti (% su iscritti) | ↳ Astenuti (% su iscritti)                   | ↳ Astenuti (% su iscritti) | 37 125                  | 46,08                   |
|                            |                                              |                            |                         |                         |
|                            | Esito: collegio a Laburista (nuovo collegio) |                            |                         |                         |